# Next TV
Next TV (NTV) fue creada por el empresario de Hong Kong Jimmy Lai el 7 de julio de 2009 en Taipéi, Taiwán. Next TV fue vendida a ERA Group en junio de 2013. Cuenta con varios canales, como Noticias NTV, Variedad NTV y Películas NTV.